# ドラゴンクエストモンスターズ テリーのワンダーランド
『ドラゴンクエストモンスターズ テリーのワンダーランド』（DRAGON QUEST MONSTERS）は、1998年9月25日に日本のエニックスから発売されたゲームボーイカラー用ロールプレイングゲーム。ゲームボーイにも対応しており両対応ソフトとなっている。欧米においては『Dragon Warrior Monsters』、ドイツにおいては『Dragon Quest Monsters』のタイトルで発売された。
同社による『ドラゴンクエストモンスターズシリーズ』の第1作目。主人公のテリーを操作してモンスターを育成し、モンスター闘技大会である「星降りの大会」で優勝する事を目的としている。開発はトーセが行った。2002年には携帯電話ゲームとして配信された他、後にPlayStation、ニンテンドー3DS、Android、iOSにてリメイク版が発売された。
後に続編となる『ドラゴンクエストモンスターズ2 マルタのふしぎな鍵』（2001年）が発売され、以後シリーズ化された。ゲームボーイ版およびニンテンドー3DS版はゲーム誌『ファミ通』の「クロスレビュー」にてプラチナ殿堂を獲得した。

## 概要
ゲーム中に登場するモンスターを育成するRPGである『ドラゴンクエストモンスターズシリーズ』の第1作。『ドラゴンクエストシリーズ』初の携帯ゲーム機用ソフトとなった。『ドラゴンクエストVI 幻の大地』（1995年、以下『VI』）の登場人物テリーの幼少時代のスピンオフ外伝である。
育成RPGとしては「ポケットモンスターシリーズ」に似通った部分があり、挑戦状を叩きつけたかのような内容になっている。
開発はトーセが行い、『ドラゴンクエストシリーズ』を手掛けたスタッフが参加しており、プロデューサーは千田幸信、シナリオおよびゲーム・デザインは堀井雄二とトーセ所属の佐々木智広、キャラクター・デザインは鳥山明、音楽はすぎやまこういちが担当している。
この作品は初のGB・ゲームボーイカラー（以下GBC）共通ソフトであると共に、唯一GBCの本体発売日（同年10月21日）に先駆けて発売されたこともあり、GBC発売前と発売後の出荷分ではロムカセットの色およびパッケージやロムカセットシールのデザインが異なる。GBC発売前のロムカセットはGB用ソフトと同じ灰色だが、GBC発売後のロムカセットはGB・GBC共通ソフトを表す黒色に、パッケージやロムカセットシールが任天堂が定めたGB・GBC共通ソフトのデザインに変更された。
2002年には携帯電話ゲームとして各種携帯電話キャリアにて配信された他、続編とカップリング移植されたプレイステーション用ソフト『ドラゴンクエストモンスターズ1・2 星降りの勇者と牧場の仲間たち』が発売された。2006年には携帯電話ゲームの強化版として『ドラゴンクエストモンスターズ MOBILE』が配信された。2012年にはニンテンドー3DS用ソフト『ドラゴンクエストモンスターズ テリーのワンダーランド3D』としてリメイクされ、2018年にはスマートフォン用アプリ『ドラゴンクエストモンスターズ テリーのワンダーランドSP』が配信された。2019年にはゲームボーイカラー版を移植したNintendo Switch用ソフト『ドラゴンクエストモンスターズ テリーのワンダーランド RETRO』が配信された。

## ゲーム内容

### システム
「モンスターマスター」であるテリーは初めに一匹のモンスターを貰い、そのモンスターと他のモンスターを戦わせて鍛えていく。倒したモンスターを仲間にするシステムや、雄と雌のモンスターを「配合」して新しいモンスターを作るシステムが取り入れられた。
戦闘は「さくせん」を与えることによって味方モンスターが行動するAI戦闘システムである。なお、モンスター達には「野生値」というステータスがあり、これが高いと戦闘中命令を聞かないことがある。野生のモンスターを仲間にした場合は野生値が高いものも多いが、卵から生まれたものは野性値がゼロである。野生値は牧場に預けたままにすると上昇し、連れ歩いたり肉を与えたりすることで下降する。最高値は255で、それ以上には上がらない。
3DS版では野生値そのものが廃止され、戦闘中に命令をすれば必ず言うことを聞く（それが他人から貰ったモンスターであっても同様）。

### 旅の扉
本作のダンジョンはタイジュの国に複数ある「旅の扉」から入れる異世界。ここでモンスターと戦い、自分のモンスターのレベルを上げたり、敵モンスターを仲間にするなどして戦力を強化していく。マップは基本、自動生成型だが、迷路や宝物庫など固有のものも存在。教会（話しかけると全回復）や道具屋（道具を買値と同額で売却できる）といったサービスフロアも存在し、そのエリアではセーブも可能（それ以外の異世界ではたびのしおりが必要）。中盤以降の扉では毒（2ダメージ）、電気（5ダメージ）、溶岩（10ダメージ）と上を歩くごとに体力が減る地形や宝箱に擬態したモンスター「ミミック」が登場することがある。最下層には「ぬし」というボスがおり、これを倒すとその旅の扉をクリアしたことになる。また、ぬしの中には仲間にできるものがいるが、肉を使わなくても確実に仲間になるものもいれば、どんなに肉を与えても仲間にならないものもいる。3DS版ではぬしとの戦闘中に肉を使うことはできず、一部を除いて倒せば必ず仲間にできる。また、一度ゲームをクリアするとごく一部を除き、ぬしと同じモンスターが仲間にいない時に限り、ぬしと再戦でき、勝つと再び仲間にできる。

### 他国マスター
テリーと同じく、異世界を探索するモンスターマスター。話しかけると戦闘になる。連れているモンスターは周辺のものよりも強く、珍しい種類のものが多い。通常のモンスター同様、肉を与えて仲間にすることができる（モンスターが他国マスターに好かれていない状態で肉でご機嫌を取ると仲間になってくれるという設定であり、ゲーム内ではこのように他国マスターからモンスターを奪い取ることを推奨してさえもいる）。勝つとマスターの種類によってアイテムをくれたり、仲間モンスターを回復してくれたりする。

### 配合
タイジュの国の星降りのほこらで、仲間にしたモンスターの中から雄と雌のモンスターを1匹ずつ選び、「配合（はいごう）」をさせることができる。配合させるとモンスターが卵を1つ産み、卵からは新しいモンスターが生まれる。配合すると親であるモンスターはいなくなってしまうが、生まれたモンスターには両親の能力・特技（3DS版ではスキルとスキルポイント）が受け継がれる。「配合」を行わないと手に入らないモンスターも存在する。
また、自分の仲間モンスター同士だけではなく、ゲームボーイの通信ケーブルを用いて他のプレイヤーの仲間モンスターと自分のモンスターを「配合」させることもできる。これを「お見合い（おみあい）」という。この場合は両プレイヤーに1つずつ卵が手に入る上に、通常の配合に比べて生まれるモンスターの能力がやや高い。3DS版ではゲーム上のNPCとしかお見合いできない。
配合では先に選んだモンスターが血統、それをベースに組み合わせるモンスターが相手となる。特殊な配合を除き、血統に選んだモンスターと同じ系統のもの（ドラゴン系が血統ならドラゴン系）が子として生まれる。血統と相手を入れ替えると生まれるモンスターの種類も変わり、上記のお見合いではそれぞれ自分のモンスターが血統となるため、互いに違う種類のモンスターの卵を入手することが多い。3DS版では血統は関係なく、父親と母親を選びさえすれば、その配合結果に合った子供の候補が1 - 5種類表示され、その中から1種類を選ぶことになり、ジョーカー以降から実装された四体配合も存在し、20pt以上割り振られたスキルを3種類以上子供に受け継がせないと更に「あくまの書」が生まれる。また、3DS版では雌雄同体の個体も存在し（性別のマークは♂と♀を組み合わせたもの）、雄とも雌とも配合できる便利な性別だが、雌雄同体同士で配合することはできないので注意。GB版では配合直前に強制的にセーブされ、やり直しができない。GB版では孵化が有料（配合だけなら無料）だったが、3DS版では孵化も無料で行える。また、配合を行ってすぐに子供が生まれ、『一晩待つ』という演出がなくなった。

3DS版ではモンスターの卵を孵化させるのにも変更点があり、卵を渡す際に強制セーブが入る（その為、卵を渡す直前にセーブし、狙った子供を孵すまで粘るという方法は不可能）。しばらく経ってから再訪問することで卵からモンスターが産まれる（厳密には、卵を預けてから戦闘によって経験値を稼ぐ必要があり、ただ待っているだけでは卵は孵らない）。
当時の低年齢層の間では実在しないモンスターを誕生させるためのデマも流行した。

#### 究極配合
3DS版でゲームクリア後、子供の+値が100以上になるように同じモンスターを配合すると能力の限界値がさらに上がり、「行動回数アップ（行動回数が上がるが、全上限値が下がる）」、「メタルボディ（受けるダメージが減少するが、HPの限界値が下がる）」、「行動順アップ（すばやさに関係無く先に行動できるが、異常耐性が下がる）」、「耐性アップ（全属性耐性が上がる）」、「ブレイクアップ（自身の行動時に限り、相手の全ての耐性を下げるが、消費MPが上がる）」のうち一つの特性を習得できる。

### モンスター牧場
タイジュの国の最上層にある、モンスター及び卵を預かってくれる場所。通常主人公が連れ歩けるモンスターは3匹まで、仲間の数がそれを超える場合はここに預ける必要がある。牧場に預けている間もモンスターには少ないながらも経験値が入りレベルアップもするが、特技は一切覚えず野生値が上昇する。これにより20匹までの仲間を同時に育てることができるが、主人公は必ず1 - 3匹のモンスターを連れ歩く必要があるため、預けられる限界は17 - 19匹まで。例えば主人公が3匹のモンスターを連れ歩く場合、牧場に17匹預けていると定員であり、新たなモンスターを仲間にすることはできない。冬眠というコマンドを選択すると預けているモンスターが眠りにつき、新たに17 - 19匹預けられるようになる。冬眠しているモンスターには経験値が入らず、野性値も上昇しない。以後、冬眠は2つのグループで交代制になり、個々のモンスターは主人公が連れ歩いている状態を経由することでグループ間の変更は可能。なお冬眠中のモンスター（最大19匹）と主人公が連れ歩いている最中のモンスター（最大3匹）の合計が20匹を越えるときに冬眠の交代を行った場合、20匹を越えた分のモンスターや卵はもう片方のグループに変更され、冬眠を継続する。
テリー3Dでは冬眠システムと野生値は廃止され、モンスターを最大500匹まで預けられるようになった（ドラゴンクエストシリーズ中最大）。また、モンスターを20種類仲間にすると自分の好きなパーティの組み合わせを登録して手軽に変更できる「お気に入り編成」ができるようになり、30種類以上仲間にすると仲間モンスター同士を対戦させられる「牧場フリーバトル」ができるようになる。

### 格闘場
自分の持つモンスターを、ゲーム中に登場するほかのモンスターマスターのモンスターたちと対戦させることができる。いくつかの「クラス」が設定されており、それぞれで3回勝ち抜くことができれば、テリーの「クラス」が上昇し、新たな旅の扉を使うことができるようになる。必ずしも低クラスから順番にクリアする必要はなく、いきなり上のクラスに挑戦することも可能。GB版では一番低いクラス以外は参加料が必要だが、3DS版では全クラスとも参加料は不要。
また、通信ケーブルを用いて、他のプレイヤーのパーティと対戦を行うこともできる。この対戦で勝ったプレイヤーは、負けたプレイヤーからモンスターを貰うことができる。3DS版でも他のプレイヤーと対戦させることはできるが、勝っても相手のモンスターを貰うことはできない。

### 性格
リメイク版『ドラゴンクエストIII』のようにモンスターには個々に性格が存在する。「好戦性」「思慮深さ」「思いやり」の3つの性格のバランスによって、モンスター自身の性格が決定される。性格は本を読ませたり、特定の作戦を選択したりすることで変えることができる。『III』と違って能力の上昇には関連しないが、性格によっては戦闘中にモンスターが特殊な行動に出ることがある。なお、通常の配合の際は関係しないが、通信ケーブルを介してのお見合いの場合、性格の相性が悪いと「性格が合わなかった」と表示されてお見合いができないことがある。また、「努力値」と呼ばれる隠しステータスがあり、値が高いと戦闘中にやる気を見せ、低いと消極的になる。この値は戦闘中の作戦の選択でのみ上昇し、個別命令をするか逃走で下降する。3DS版では性格そのものが廃止されている。

## ストーリー
テリーは姉のミレーユと留守番をしていたが、突然タンスからマルタの国のワルぼうという魔物が出てきて、ミレーユを連れて行ってしまう。
テリーが後を追おうとすると、今度はタイジュの国のわたぼうという魔物が現れる。ミレーユの行方を尋ねるテリーが、わたぼうに言われるままついていくと、そこはタイジュの国であった。
タイジュやマルタの国は、国の威信をかけたモンスターマスターの大会、星降りの夜に行われる星降りの大会の準備をしており、それぞれの国の精霊であるわたぼうやワルぼうは、マスターの素質のあるミレーユをスカウトにやってきていたのだった。
星降りの大会で優勝すると願いが叶うというので、テリーは姉との再会を願うべく、モンスターマスターとして大会優勝を目指すこととなる。
テリーは様々な異世界を冒険しながら、モンスターの育成を重ね、ついに星降りの大会に挑むと、決勝の相手であるマルタの代表はミレーユであった。
テリーは真剣勝負でミレーユに勝つが、再会もつかの間、ミレーユは再びワルぼうに連れ去られてしまう。
テリーが星降りの夜にミレーユとの再会を願い、優勝者だけが立ち入りを許される部屋で新たに生まれたタイジュの精霊に触れると、テリーはミレーユとともに、自分の家にいた。
これまでの出来事が夢かとも思われたが、テリーのポケットには、魔物のエサが入っていたのだった。

## 登場人物
「★」は3DS版のみに登場したキャラクターを示す。

### メインキャラクター
テリー（デフォルト名 / 変更可）
声 - 竹内順子（ライバルズ）
本作の主人公。『VI』で仲間キャラクターとして登場した剣士。連れ去られた姉のミレーユを助けるため、わたぼうに導かれてタンスから異世界「タイジュの国」へ行き、魔物を育てて戦わせるモンスターマスターとなる。
ミレーユ
『VI』で仲間キャラクターとして登場したテリーの姉。面倒見が良く大人びた性格。本作ではワルぼうによってマルタの国に連れ去られ、終盤星降りの大会のマルタの国代表として彼と対戦することになる。モンスターマスターとしての才能があり、劇中ではその強さから「毛むくじゃら」「目が三つ」などの噂が立てられていた。3DS版ではクリア後もストーリーに関わる。その時の使用モンスターはメタルキング、コアトル、にじくじゃく。闘技場でタッグを組んで戦う際の使用モンスターはメタルスコーピオン、キラーマジンガ、ワイトキング。
わたぼう
タイジュの国の精霊。星降りの大会に参加させるべく、ミレーユをタイジュの国に導こうとするが、既にワルぼうにさらわれたため、代わりにテリーをモンスターマスターにすべくタイジュの国に導く。3DS版では最初の扉でスカウトの仕方を説明してくれる他、旅の扉でぬしを倒すと、テリーをタイジュの国に帰してくれる。クリア後、ある条件を満たすと仲間にできるが3DS版では「ある条件」を達成しても仲間にならず、別の方法で仲間にする事になる。
わるぼう / ワルぼう
マルタ国の精霊。体の色が紫でやや悪人顔であること以外の外見はわたぼうと同じ。しかし、性格はわたぼうとは正反対のいたずら好きで乱暴者。ミレーユを無理矢理マルタの国へと連れ去る。次回作以降および3DS版では『ワルぼう』の表記に変更された。オリジナル版では星降りの大会で敗北したミレーユを再びどこかへ連れ去ってしまうが、3DS版ではそれを予想していたタイジュ王によって捕えられ、事情を知ったマルタ王にひどく叱られた末マルタの国から出ることを禁じられる。

### サブキャラクター
タイジュ王
タイジュの国の国王。わたぼうに導かれたテリーに星降りの大会に優勝するようお願いする。剽軽者で大げさな発言をすることが多く、その度に側近の道化師から「それ、言いすぎ」とツっこまれることもしばしば。普段はメダルおじさんに扮している。3DS版ではクリア後のストーリーにも関わる。その時の使用モンスターはメタルドラゴン、ミミック、はぐれメタル、キラーマシン。
モンスターじいさん
魔物に詳しい老人。わたぼうに導かれ、タイジュの国にやってきたテリーを王様のもとへと案内する。星降りのほこらでモンスター同士の配合と卵の孵化を担当。かつては自身もモンスターマスターだったらしく、星降りの大会で優勝した事もあったという。クリア後にはそんな彼の自慢のモンスター達と戦えるイベントが用意されている。
プリオ
タイジュの牧場を管理している少年。モンスターの入れ替え等を担当。牧場のモンスターを全て逃がしてしまうという大失態を犯し、投獄されそうになるがテリーによって助けられる。3DS版ではピリオという双子の弟がおり、そちらは星降りのほこらにて牧場の管理を行う。
剣士テリー
異世界を旅するテリーの前に現れる謎の剣士。正体は彼の未来の姿であり、強くなりたいという心をデュランに見出され、過去の自分とかがみの扉で戦い、デュランに勝利した後はその強さを認めて剣を持たなくとも最強の戦士だと称した。
マルタ王
マルタの国の国王。自信家な性格。GB版では老人の姿だが、3DS版では筋肉質の壮年男性（次回作であるモンスターズ2でのデザインに近い）に変更されており、クリア後のストーリーに関わる。その際、祖国に子供を身籠った妃の話をするが、その子供は「モンスターズ2」のカメハ王子。
国王は星降りの大会に出場できないという取り決めからあまり知られていないが、モンスターマスターとしての腕前は一流。使用モンスターはオセアーノンとキラーマジンガ。
カレキ王
カレキの国の年老いた国王。自分の国が枯れているため、活気のあるタイジュやマルタの国を羨んでいる。3DS版ではクリア後のストーリーに関わる。
マルタ王同様、モンスターマスターとしての腕前は一流。自然系モンスターの使い手で使用モンスターはマンイーター、マンドラゴラ、ローズバトラー。
★魔戦士ルギウス
ジュヒョウの国を治める魔戦士のリーダー。赤い肌の竜人。タイジュの国の精霊石を得る為に「星降りの大会・レジェンド」を開催し、テリー達に勝負を挑む。最初はプライドが高くやや高飛車な印象を与えるが、本来は気さくな性格であり、部下からも慕われている。
★魔戦士アルゴ
魔戦士の一人。氷の角が生えた青い肌の悪魔。冷酷非情な性格で、目的の為なら手段を選ばない。実力はルギウスと互角と言われる。
★魔戦士ヴェーラ
魔戦士の紅一点。褐色肌の獣人の女性で、「黄金の女豹」の異名を持つ。勝気な性格で礼儀正しく、魔戦士一冷静と言われる。華奢な体で自分よりも大きな武器を自在に振り回す。
★魔戦士サイフォン
魔戦士の一人。赤く光る目に角のようなものの付いた仮面の顔に緑のローブを羽織った骸骨。アンデッドと化しても国に仕え続けるその姿は、年老いたモンスターたちの羨望の的であるという。かつて、「400年後に巨獣がジュヒョウの国を滅ぼす」と云った内容の予言書を発見してしまい、それが原因でルギウスを追いこんでしまったことを悔やんでいる。
★魔戦士ホゲイラ
魔戦士の一人。クジラの頭に人間の体が融合したような筋肉質な体を持つ。400年前にサイフォンが発見した予言を受け、メイザー・ルギウス兄弟なら耐えられると思い禁断の秘術の存在を彼らに教えた結果、取り返しのつかない事態を引き起こしてしまったことを悔やんでいる。性格は典型的な脳筋で、当初は人間達を見下していた。
★セバスチャン
魔戦士たちに仕える執事。紳士的な性格。キラーストーカーの色違い。わざと不気味な登場や発言をしてみせることが多い。「それ、いいすぎ…でございます」と、タイジュ王への定番のツッコミも真似ている（当のタイジュ王は「ツッコミは国境を越えたか」と驚いていた）。
★魔戦士メイザー
魔戦士のもう一人のリーダーで、ルギウスの兄。暗い赤色の肌で額に角を生やした長身の男。性格はとても穏やか。かつてはジュヒョウの国の実質的な指導者だった。
★凶魔獣メイザー
400年前、サイフォンの予言した「巨獣」に対抗するため、禁断の秘術に手を出したルギウスの身代わりとなったメイザーが変貌した姿。魔獣というよりも、漆黒の鱗をもつ巨大なドラゴンのような姿をしている。理性を失った為、弟のルギウスによってジュヒョウの地下深くに封印されていた。皮肉にも、予言の巨獣とはこのメイザーのことだった。
★魔戦神ゼメルギアス
凶魔獣メイザーがルギウスを吸収し、究極の進化を遂げた姿。失敗に終わったと思われた禁断の秘術が成功したもの。赤と黒の二色の体に六本の腕を持ち、植物の根のような翼を生やした巨人の姿をしている。

## 他機種版

### 一覧
| No. | タイトル                                                      | 発売日        | 対応機種                                  | 開発元                 | 発売元                 | メディア                                       | 型式       | 備考                                                   | 出典                 |
| --- | ------------------------------------------------------------- | ------------- | ----------------------------------------- | ---------------------- | ---------------------- | ---------------------------------------------- | ---------- | ------------------------------------------------------ | -------------------- |
| 1   | ドラゴンクエストモンスターズi                                 | 2002年1月28日 | iアプリ                                   | エニックス             | エニックス             | ダウンロード （ドラクエモンスターズi）         | -          | 2002年3月25日に「モンスター闘技場」追加                | [ 6 ] [ 7 ] [ 8 ]    |
| 2   | ドラゴンクエストモンスターズJ                                 | 2002年6月12日 | J-スカイ （Javaアプリ）                   | エニックス             | エニックス             | ダウンロード （ドラゴンクエストモンスターズJ） | -          | 2003年3月12日に「不思議な塔」追加                      | [ 12 ] [ 13 ]        |
| 3   | ドラゴンクエストモンスターズEZ                                | 2003年3月6日  | ezplus対応機種（phase2以降） （EZアプリ） | エニックス             | エニックス             | ダウンロード （ドラクエモンスターズEZ）        | -          |                                                        | [ 9 ] [ 10 ] [ 11 ]  |
| 4   | ドラゴンクエストモンスターズ1・2 星降りの勇者と牧場の仲間たち | 2002年5月30日 | PlayStation                               | トーセ                 | エニックス             | CD-ROM                                         | SLPM-87050 | リメイク版 『ドラゴンクエストモンスターズ2』と同時収録 | [ 14 ] [ 15 ]        |
| 5   | ドラゴンクエストモンスターズ MOBILE                           | 2006年5月22日 | FOMA902iシリーズ （iアプリ）              | スクウェア・エニックス | スクウェア・エニックス | ダウンロード （ドラゴンクエストi）             | -          | 『ドラゴンクエストモンスターズi』の強化版              | [ 16 ] [ 17 ]        |
| 6   | ドラゴンクエストモンスターズ MOBILE                           | 2007年4月19日 | WIN BREW対応端末 （EZアプリ）             | スクウェア・エニックス | スクウェア・エニックス | ダウンロード （ドラゴンクエスト モバイル）     | -          | 『ドラゴンクエストモンスターズEZ』の強化版             | [ 18 ]               |
| 7   | ドラゴンクエストモンスターズ MOBILE                           | 2007年10月1日 | Yahoo!ケータイ （S!アプリ）               | スクウェア・エニックス | スクウェア・エニックス | ダウンロード （ドラゴンクエスト モバイル）     | -          | 『ドラゴンクエストモンスターズJ』の強化版              | [ 19 ] [ 20 ]        |
| 8   | ドラゴンクエストモンスターズ テリーのワンダーランド3D         | 2012年5月31日 | ニンテンドー3DS                           | トーセ                 | スクウェア・エニックス | 3DS専用カード                                  | CTR-S-WDAJ | リメイク版、売上本数： 89万9410本                      | [ 22 ] [ 23 ]        |
| 9   | ドラゴンクエストモンスターズ テリーのワンダーランド3D         | 2014年2月13日 | ニンテンドー3DS                           | トーセ                 | スクウェア・エニックス | ダウンロード                                   | -          |                                                        |                      |
| 10  | ドラゴンクエストモンスターズ テリーのワンダーランドSP         | 2018年11月7日 | Android iOS                               | トーセ                 | スクウェア・エニックス | ダウンロード                                   | -          |                                                        | [ 25 ] [ 26 ] [ 27 ] |
| 11  | ドラゴンクエストモンスターズ テリーのワンダーランド RETRO     | 2019年9月17日 | Nintendo Switch                           | トーセ                 | スクウェア・エニックス | ダウンロード                                   | -          | ゲームボーイカラー版の移植                             | [ 29 ] [ 30 ] [ 31 ] |

### ニンテンドー3DS版
オリジナルデザインのニンテンドー3DS本体同梱版も発売された。グラフィックが完全3Dとなり、スカウトアタックやシンボルエンカウント、フィールド上や戦闘中でのパーティー入れ替えでの戦闘など「ジョーカー」シリーズのシステムを採用している。またこの作品では4人パーティーを組むことが可能となる（これはドラゴンクエストモンスターズシリーズ初である）。
『ジョーカー2 プロフェッショナル』で登場したモンスターとオリジナル版のモンスターや新モンスターと過去のモンスターズシリーズからの再登場を含む総勢600種類以上のモンスターが登場しており、『DQX』のモンスターも一部だけ先行登場している。
変更点
- 「モンスターズ」シリーズでは御馴染みであった「呪文・特技が上位のものに変化する」仕様が一部廃止され、下位の呪文・特技と上位の呪文・特技を同時に所有することが可能（ホイミ、ザオラルなどの回復呪文・特技が対象）。
- プレイヤー側と相手側が同じターンで同じ呪文・特技を出すと互いに打ち消される「相殺」が初登場。
- 味方の攻撃が連続すると一定の確率で「連携」となり、0.2倍ずつダメージが増加していく。
- 旅の扉の最奥にいるぬしのフロアに入ると、イベントはほぼ全自動で進む（選択肢がある場合は選ぶ必要がある）。一部の扉ではぬしが変更されている。
- ゲームクリア後、精霊石をめぐってジュヒョウの国の魔戦士と戦う新シナリオが追加された。

通信対戦
『ドラゴンクエストモンスターズ ジョーカー2』シリーズ同様、ローカル通信およびWi-Fi通信によるオンライン対戦、すれちがい通信による「すれちがいバトル」に対応している。

Wi-Fi通信対戦の一つ『最強マスターズGP』は毎週月曜日を開始日および締め日とし、一週間の獲得勝ち点を競う。上位入賞できればスライム系の高ランクモンスターを仲間にできる。
グランプリ
ローカル通信による3人以上の対戦モード。最大8人のプレイヤーによる総当たり戦。
すれちがいバトル
パーティを登録しておくと、後ですれちがった相手のパーティーのデータとの対戦が可能となり、相手のパーティーのモンスター（Aランク以下に限る）のスカウトも出来る。アバターはテリーだけでなく、Miiにすることもできる。

#### DQMモンスター引っ越しアプリ 〜Joker2からテリーへ〜
『DQMモンスター引っ越しアプリ 〜Joker2からテリーへ〜』は、ニンテンドーeショップでダウンロード可能なニンテンドー3DS用ソフト。『テリーのワンダーランド3D』封入の紙に記述された引換番号をニンテンドーeショップで入力すると無料ダウンロード可能となる。
『テリーのワンダーランド3D』のエンディング到達後に、『ドラゴンクエストモンスターズ ジョーカー2』および『ジョーカー2 プロフェッショナル』から仲間モンスターを1日10体まで引っ越しさせる（データのコピー）ことが出来る。引っ越し出来るのは『テリーのワンダーランド3D』でAランク以下のモンスターに限られ（例えば、前作ではSランク以上だったモンスターでも、『テリーのワンダーランド3D』でAランクに下がったモンスターは引っ越し可能。逆に前作でAランク以下だったモンスターでも、『テリーのワンダーランド3D』でSランク以上に上がってしまったモンスターは引っ越しできない）、レベルが1になるが、スキルが『テリーのワンダーランド3D』に合わせて継承される。

『ジョーカー2 プロフェッショナル』からの移動を行わないと、仲間に加えるのが非常に難しいモンスターも数種類存在し、それらのモンスターは本ソフトでは野生・他国マスター・配合・タマゴのいずれの手段でも発見できない。

### スマートフォン版
『ドラゴンクエストモンスターズ テリーのワンダーランドSP』（ドラゴンクエストモンスターズ テリーのワンダーランド エスピー）は、2018年11月7日にスクウェア・エニックスより発売されたスマートフォン用（iOS/Android）ソフト。3DS版をベースに操作の最適化や「倍速モード」（イルルカが初出）、「オート戦闘」、「らくらく冒険」といった新機能が追加されたほか、『ドラゴンクエストXI 過ぎ去りし時を求めて』からの新モンスターも加えられて総勢650種類以上のモンスターが登場。

### テリーのワンダーランド RETRO
『ドラゴンクエストモンスターズ テリーのワンダーランド RETRO』（ドラゴンクエストモンスターズ テリーのワンダーランド レトロ）は、2019年9月17日にスクウェア・エニックスより配信されたNintendo Switch用ソフト。同年11月7日にはスマートフォン版（iOS/Android）も配信された。
ゲームボーイ版の移植で、画面の色調変更、画面サイズ切り替えに加え、Switch版のゲーム枠外にはマップ名や仲間のステータス、ダンジョンの地図が表示できるほか、キャラクターの移動速度も若干上げることができる。ただし、通信対戦機能、通信お見合い機能は搭載されていない。スマートフォン版は縦持ちで仮想パッドによる操作となり、枠外のデザインのカスタマイズも可能。十字架のデザインが変更され、格闘場の受付嬢が「ババーガール」から3DS版同様に「バニーおばば」と呼ばれるようになったなど、昨今の情勢の変化にともなった修正が行われている。

## スタッフ
- エグゼクティブ・ディレクター：堀井雄二
- ゲーム・デザイン：エニックス、トーセ、堀井雄二、佐々木智広
- キャラクター&モンスター・デザイン：鳥山明
- 音楽：すぎやまこういち
- プログラム：GAO MATSUMOTO、UMEZO、HI! SPEED
- グラフィック・デザイン：WANTENYU、YUKAPI、OLD・ONES、TACCHAN、SIN
- 音楽アシスト：ASD・BAT、菊谷和樹
- ゲーム・デザインアシスト：JIN、UNK、HISANE（神無月久音）
- アートワーク：大石直樹、大塚充
- テクニカル・サポート：花輪照彦、狩野健二郎、佐藤浩、米山英樹
- 広報：水納仁、馬田ゆかり
- スペシャル・サンクス：杉村幸子、石川文則、折尾一則、山名学
- エニックス・スタッフ：二見眞治、山岸功典、三宅有、小林大介、安藤武博、渋谷幸弘
- プロデュース・アシスト：犬塚太一、田中裕臣、沼尻真理子、本多圭司
- プロデューサー：千田幸信
- パブリッシャー：福嶋康博

## 評価
ゲームボーイ版
ゲーム誌『ファミ通』の「クロスレビュー」では、9・9・9・8の合計35点（満40点）でプラチナ殿堂を獲得、レビュアーからはモンスターの配合システムや『ドラゴンクエスト』らしさに関して肯定的な意見が多く挙げられ、本田慈庵は随所に『ドラクエ』らしさを感じるとした上で、「バランスが絶妙」、「自由度が高い」と評価、カミカゼ長田はモンスター配合に関して「予想以上に楽しくてビックリ」とし、各種イベントやメッセージ、グラフィック、BGMが『ドラクエシリーズ』の雰囲気そのままであると評価、イザベラ永野は『ドラクエ』をプレイしているという感覚がある事がすごいと評価、酒井K太は『ドラクエシリーズ』がヒットした要因は新作の度にシステムが親切になっている事とした上で、本作は「さらに親切にまとめ上げた良作になっている」と肯定的に評価した。一方で、本田および永野は既存のゲームソフトと類似した要素がある事を指摘した他、永野による「AIメインの戦闘が、魔物捕獲時にはわずらわしい」、酒井による「ストーリー性は低く、これまでのユーザーは肩すかしを食らう可能性も」といった否定的な意見も出された。
ニンテンドー3DS版
ゲーム誌『ファミ通』の「クロスレビュー」では、10・9・8・9の合計36点（満40点）でプラチナ殿堂を獲得、レビュアーからは登場モンスターの多さや新要素に関して肯定的な意見が多く挙げられ、レオナ海老原はバトル時の連携や相殺、AIのカスタマイズなどを高く評価、吉池マリアは登場モンスターが豊富である事やすれちがい通信対戦、AIが使用する特技の設定が自由である事を高く評価、ババダイチはオリジナル版とプレイ感覚が全く異なるとして、「過去作を遊んだ人も楽しめます」と評価、デビル藤原は登場モンスターの多さや連携や相殺のシステムによって「これまで以上に戦略性が高くなり、熱い戦いが楽しめる」と高く評価した。

## 関連商品

### 攻略本
テリーのワンダーランド
- 『Vジャンプブックスゲームシリーズ ドラゴンクエストモンスターズ テリーのワンダーランド』 (ISBN 4-08-779002-9)
- 『Vジャンプブックスゲームシリーズ エニックス公認 ドラゴンクエストモンスターズ テリーのワンダーランド FINAL EDITION』 (ISBN 4-08-779016-9)
- 『エニックスミニ百科29 ドラゴンクエストモンスターズ テリーのワンダーランド 公式ガイドブック上巻 〜ほしふりの大会突破編〜』 (ISBN 4-87025-432-8)
- 『エニックスミニ百科31 ドラゴンクエストモンスターズ テリーのワンダーランド 公式ガイドブック下巻 〜究極モンスター育成編〜』 (ISBN 4-87025-433-6)
- 『エニックスミニ百科34 ドラゴンクエストモンスターズ テリーのワンダーランド 公式ガイドブック3 〜最強マスター究極データブック〜』 (ISBN 4-87025-999-0)

テリーのワンダーランド3D
- 『Vジャンプブックス ドラゴンクエストモンスターズ テリーのワンダーランド3D 星降りのマスターガイド』 (ISBN 978-4-08-779632-2)
- 『SE-MOOK ドラゴンクエストモンスターズ テリーのワンダーランド3D 最強データ+ガイドブック』（2012年6月30日発売 ISBN 978-4-7575-3620-3）
- 『SE-MOOK ドラゴンクエストモンスターズ テリーのワンダーランド3D 究極対戦ガイドブック』（2012年8月2日発売 ISBN 978-4-7575-3651-7）

### CD
†は廃盤。
- † 『すぎやまこういち シンセサイザー組曲 ドラゴンクエストモンスターズ テリーのワンダーランド』（ソニー・ミュージックエンタテインメント、SRCL-4391、1998年10月31日） - シンセサイザー演奏と、ゲーム音源を収録。
- 『すぎやまこういち シンセサイザー組曲 ドラゴンクエストモンスターズ テリーのワンダーランド』（キングレコード、KICA-1474、2009年10月7日） - シンセサイザー演奏と、ゲーム音源を収録。

### コミック
- 『ドラゴンクエストモンスターズ+』 - 吉崎観音作による本作の後日談。
- 『1Pコミックドラゴンクエストモンスターズ テリーのワンダーランド』 - 村上ゆみ子による1Pコミック集。配合を行い親となって離脱したモンスターが戻ってくるなど、ゲームにはない展開がある。